# Fontana Rosa
Pour l’article ayant un titre homophone, voir Fontanarosa.
Fontana Rosa est un jardin de style Belle Époque faisant partie des parcs et jardins de la ville de Menton (Alpes-Maritimes), dans les Alpes Maritimes.

## Histoire
Créé à partir de 1922 par l'écrivain, scénariste et homme politique d'origine espagnole Vicente Blasco Ibáñez (1869-1928), ce jardin de céramiques espagnoles et mentonnaises est classé monument historique depuis 1990 (classement par arrêté du 21 août 1990).
Blasco Ibáñez s'y installa avec sa seconde épouse, Elena. Vicente Blasco Ibáñez, tout comme l'écrivain Jean Cocteau (qui y a laissé un mémorial) ont longtemps fréquenté Menton (Alpes-Maritimes).
C'est à Fontana Rosa que Vicente Blasco Ibáñez rédigea notamment Mare Nostrum, lequel fut adapté au cinéma en 1926.

## Situation et style du Jardin

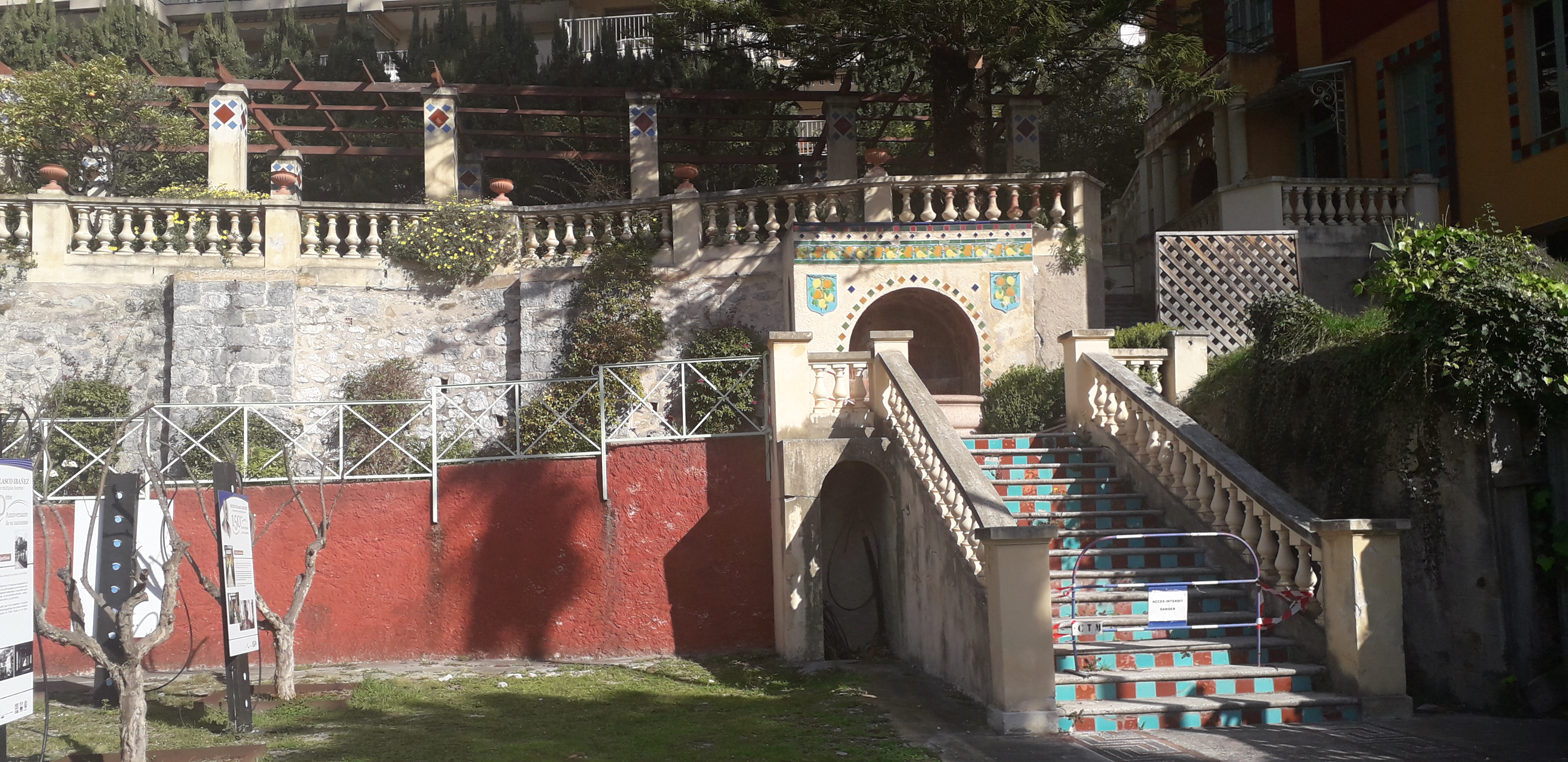

Encore appelé « Jardin des Romanciers » (El Jardín de los Novelistas), ce jardin se trouve avenue Blasco-Ibanez, au cœur du ravissant site de Garavan (accès par le boulevard de Garavan, long de 3 kilomètres, bordé de poivriers et de caroubiers).
Il s'agit d'un jardin d'inspiration andalouse et arabo-persane, où se dressent des Ficus macrophylla, des palmiers, des bananiers, des Araucaria heterophylla et des portiques de roses odorantes.
Le jardin se veut un hommage aux écrivains favoris de Blasco Ibáñez : Cervantès, Dickens, Shakespeare ou Balzac, dont les effigies figurent sur le portail de la propriété, et auxquels sont dédiées tour à tour certaines rotondes ou fontaines. Des pergolas couvertes de rosiers grimpants et des tonnelles revêtues de glycines évoquent les jardins de Séville et le parc de Maria Luisa. Enfin, les bassins et jets d’eau créés par l'écrivain espagnol évoquent la fraîcheur des patios andalous.

## Principaux édifices
Plusieurs édifices recouverts de céramiques polychromes sont répartis dans le jardin. Ces édifices très colorés reprennent des thèmes et scènes chers à l'écrivain espagnol (poissons, fruits, fleurs…). Les sculptures sont de Léopold Bernstamm et le décor céramique est l'œuvre de François et Eugène Donadoni (père et fils), de l'entreprise Saïssi à Menton.
Les édifices principaux se composent d'une villa surélevée ornée de céramiques, qui comprend la bibliothèque et le cinéma personnels de l'écrivain, d'une villa basse. La villa principale, dite Villa Emilia, située dans la partie basse, a été construite à la fin du XIXe siècle. L'ensemble architectural se compose en outre d'un aquarium sur préau précédé au même niveau d'une terrasse à piliers, d'une colonnade et de bancs courbes devant le miroir d'eau, d'une pergola en béton, de piliers, vases, bancs revêtus de céramique disposés autour de la maison principale, et d'une grande pergola ronde en acier recouvrant un grand escalier au centre de la propriété.
La salle de cinéma, pouvant accueillir près de 130 personnes, est construite comme un belvédère rectangulaire, lequel domine les jardins en contrebas.
Le jardin est agrémenté de nombreuses fontaines et pièces d'eau : bassin ovale près de la maison, quatre bassins ronds à jet d'eau devant la maison, bassin le long de la bibliothèque, fontaine dans la niche d'escalier est, fontaine à colonnes à l'entrée du cinéma.
Un hémicycle consacré à Cervantès ("Rotonde de Cervantès") est orné de cent illustrations de Don Quichotte. Une tour belvédère “pour voir la mer”, avec son ascenseur inachevé, domine la salle de cinéma.

## Réhabilitation du Jardin et restauration des édifices

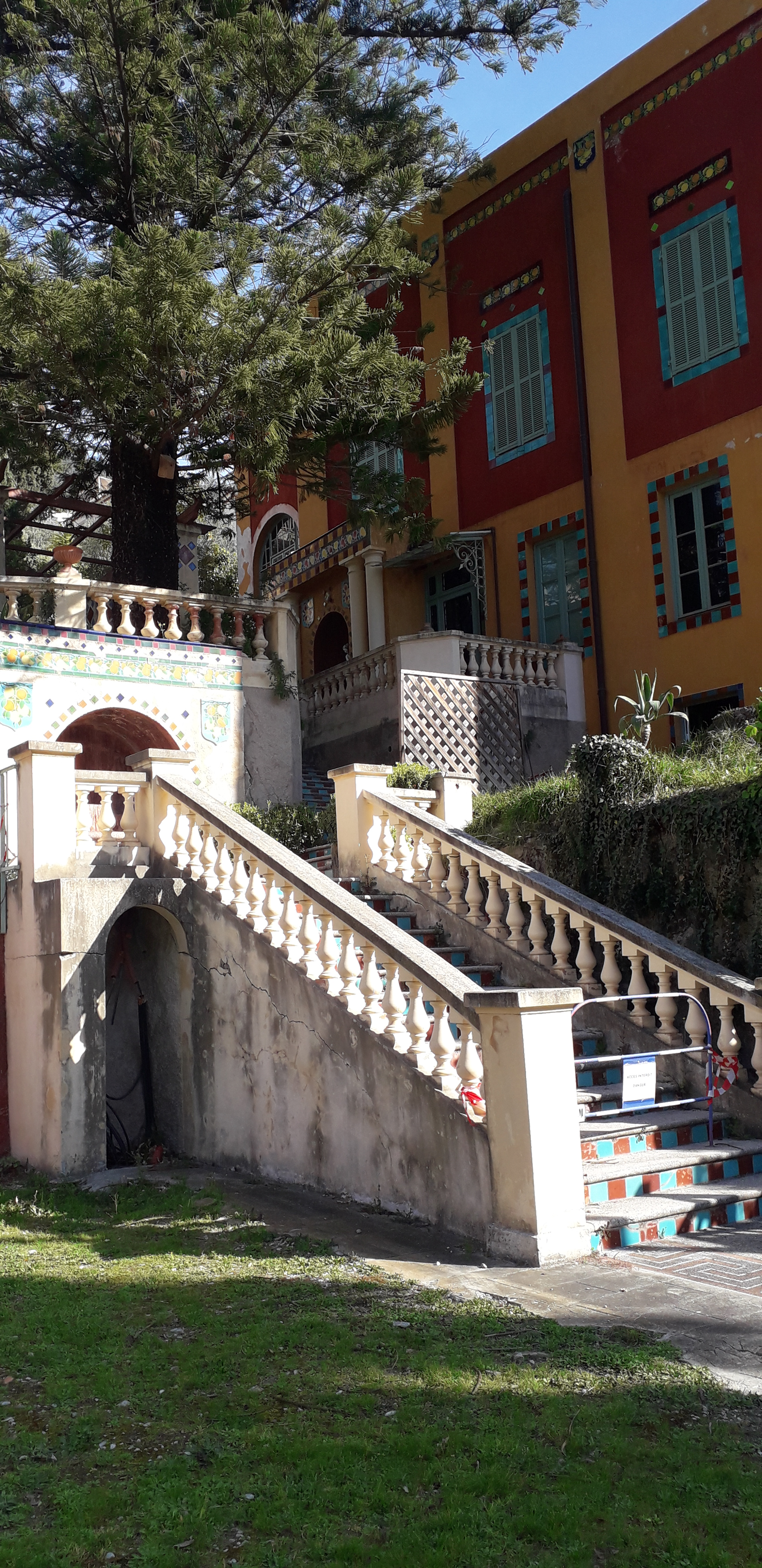
escalier droit menant à la terrasse (condamné pour risque d'éboulement)

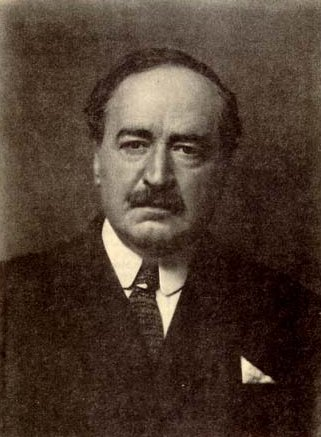
Vicente Blasco Ibáñez

Blasco Ibáñez termina sa vie à Fontana Rosa. À la mort de l'écrivain, le jardin fut légué à son fils. En 1939, la propriété fut saccagée par la guerre. La propriété abandonnée trente ans durant et diminuée d’une parcelle à bâtir, fut cédée en 1970 à la ville de Menton (Alpes-Maritimes) par le fils de l’écrivain. Depuis 1985, les municipalités ont procédé à la restauration progressive de Fontana Rosa.
Depuis 1993 les éléments céramiques du jardin sont progressivement réhabilités :

Une première tranche des travaux de reconstitution des céramiques a été réalisée par le céramiste Jean Pierre Gaffarelli (création de carreaux à motifs d'oranges et de citrons, de roses, carreaux en reliefs, ainsi que des bancs sculptés en terre cuite à têtes de lions) Depuis la disparition de l'artiste, la suite a été confiée au céramiste Stéphane Montalto (on lui doit les balustres en terre cuite, réalisés avec la technique du tour à la corde, des coupes de style Médicis, carreaux unis émaillés bleu ou blanc du bassin octogonal, carreaux émaillés vert turquoise ou brun, ornant les contremarches, jarres à motif grec, colonnes cannelées en terre cuite et la jardinière ronde sculptée surplombant un bassin.
Vicente Blasco Ibáñez qui souhaitait créer une ambiance sévillane, avait importé des céramiques de sa ville et complété par d’autres de fabrication locale. Les carreaux multicolores, conçus pour ornementer les appartements de l’époque, ont beaucoup souffert des intempéries. Chacun des carreaux doit aujourd’hui être peint couleur par couleur, en fonction de la température de cuisson de chacune d’elles. Des tons difficile à recréer, dans la mesure où, aujourd’hui, la toxicité de certains oxydes les ont fait interdire.
Le reboisement du jardin et les plantations (rosiers grimpants, figuiers, glycines, cyprès…) est également en cours.
De même, la salle de projection privée a été réhabilitée. La charpente en bois a été restaurée et la toiture refaite.
Visite uniquement avec le service du patrimoine.

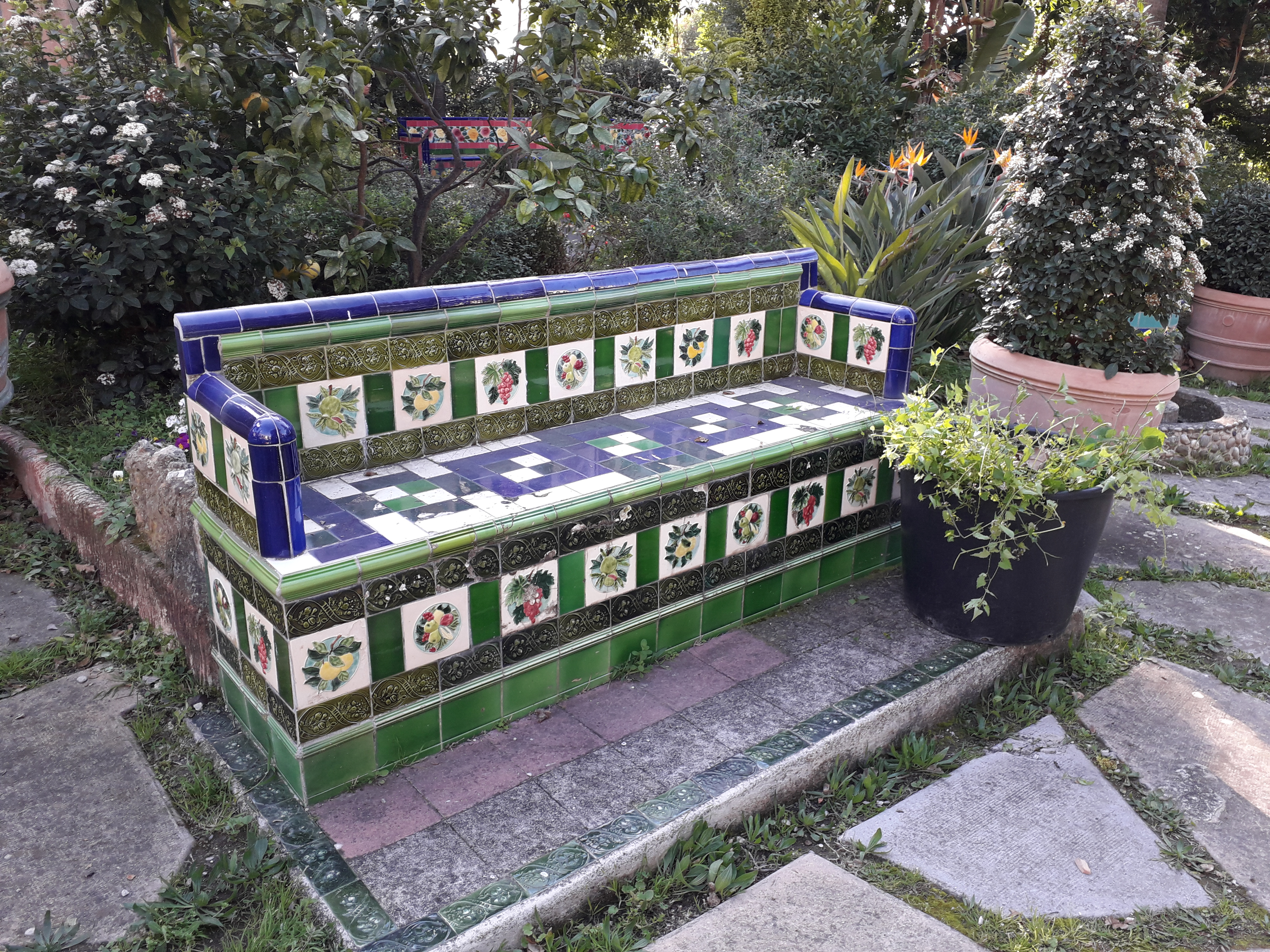
banc
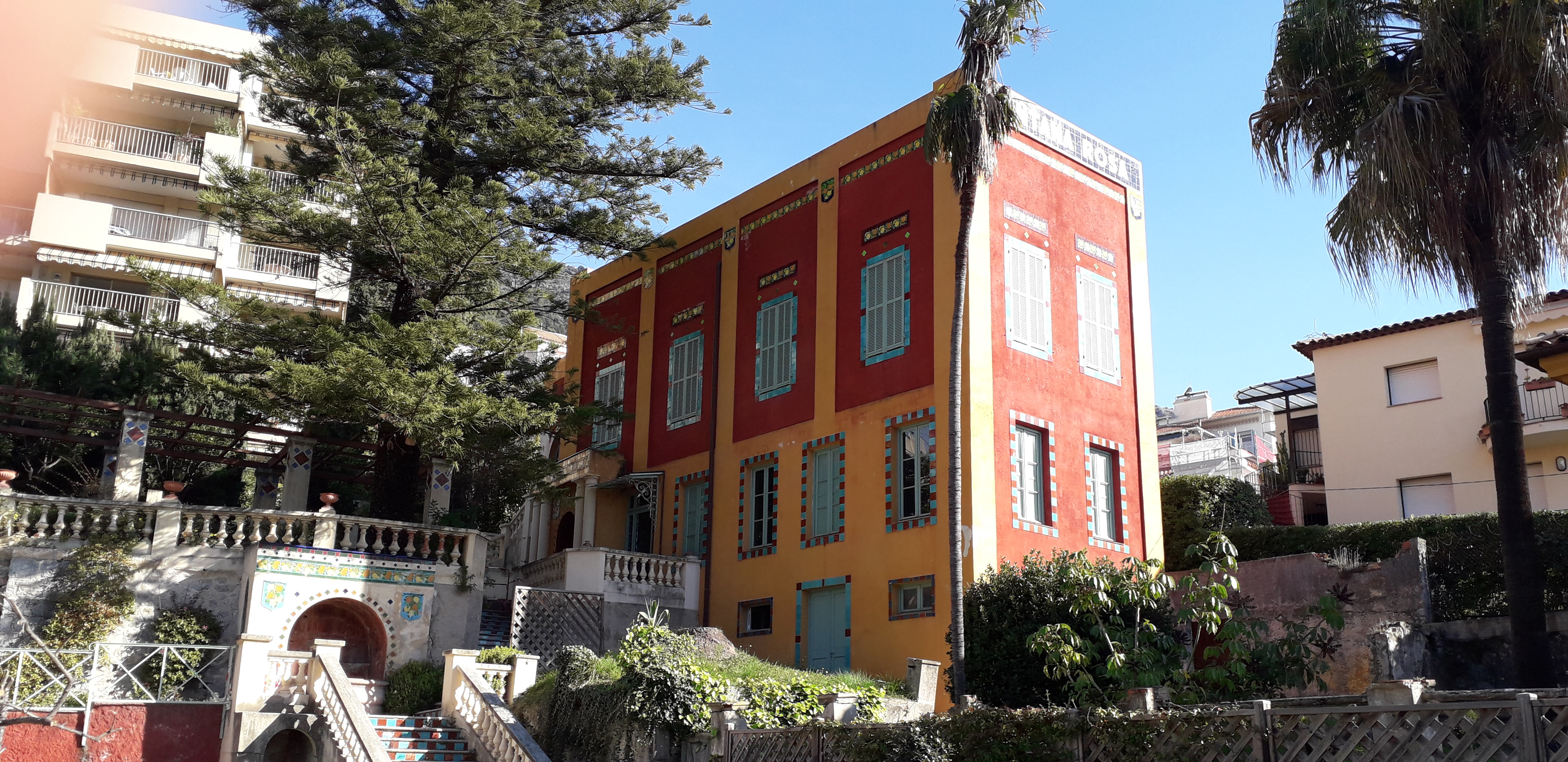
bâtiment qui servait de salle de cinéma
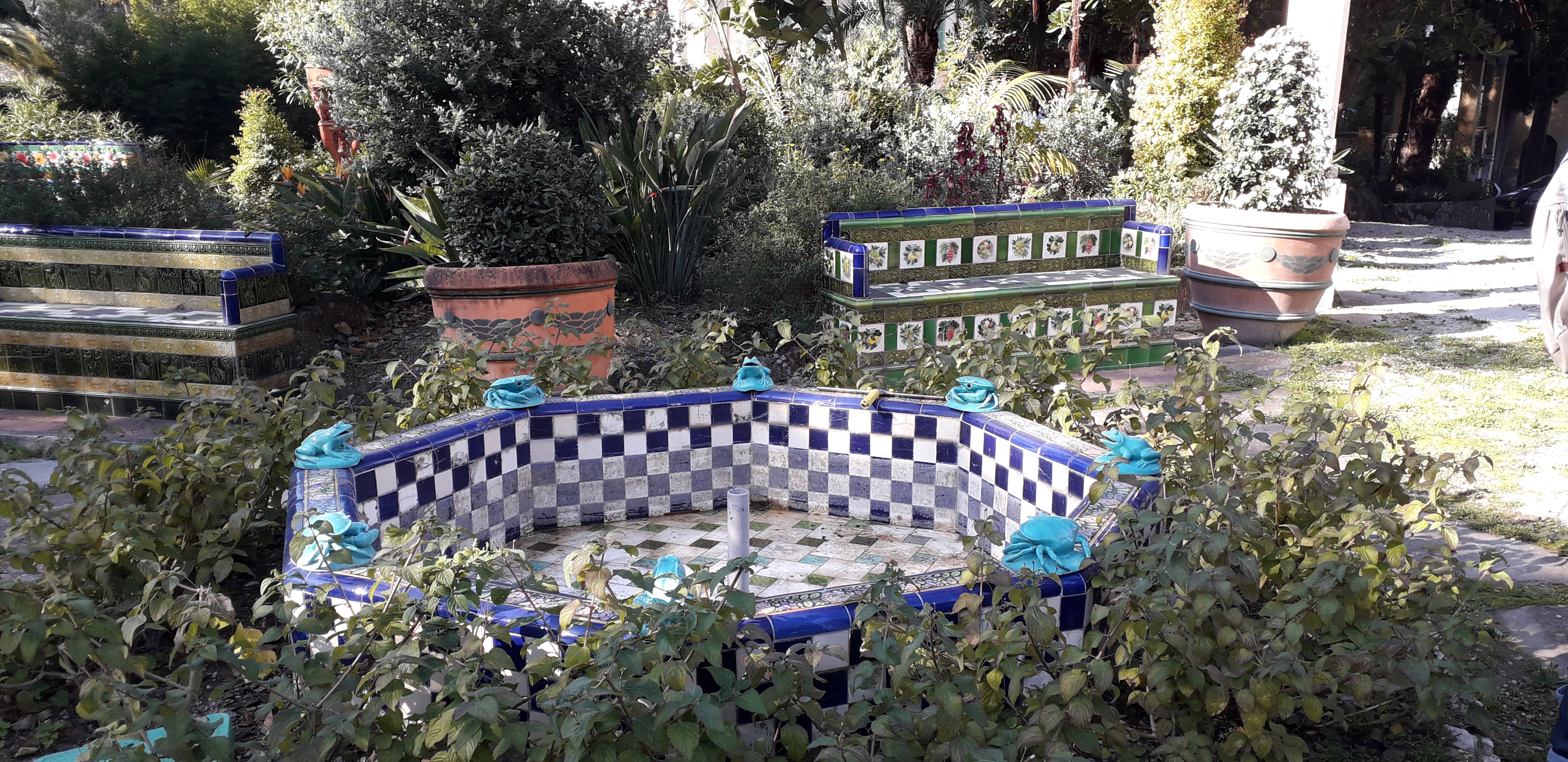
bassin

## Classement
- L'ensemble des bâtiments se trouvant dans le jardin des Romanciers a été classé le 21 août 1990[1].

- Le jardin a reçu le Label Patrimoine du XXe siècle le 1er mars 2001.